# Traffic - Torino Free Festival

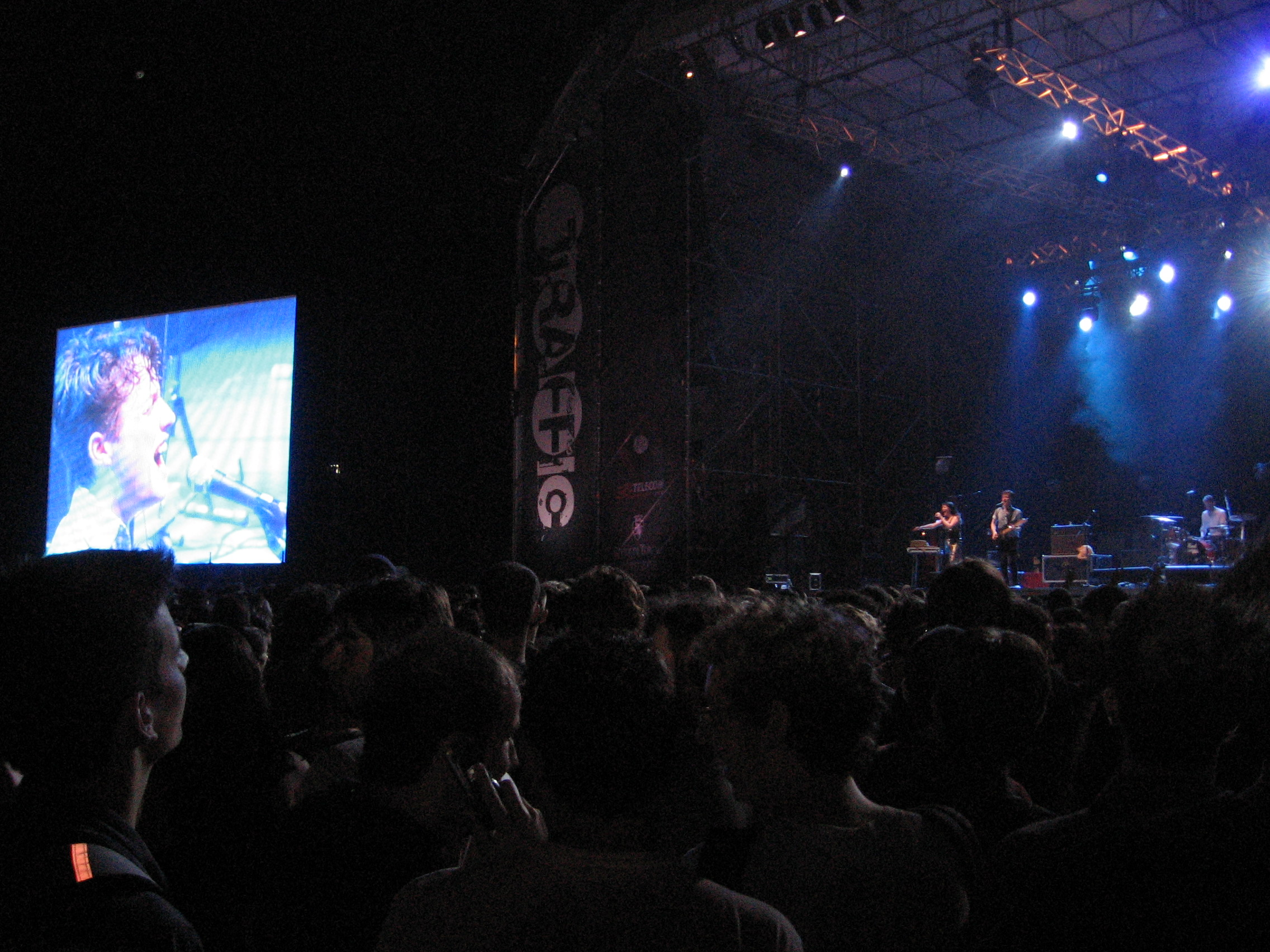
I Franz Ferdinand in concerto sul palco del Traffic 2006

Il Traffic Festival è stato un festival musicale gratuito che si è tenuto annualmente a Torino a partire dal 2004 fino al 2014. Il festival si svolgeva nel mese di luglio ed era articolato su più serate, con concerti dislocati in vari locali e parchi della città. L'epicentro del festival, in cui si svolgonevano i concerti principali, è stato dal 2004 al 2008 il Parco della Pellerina. Dal 2009 al 2010 i concerti si sono spostati ai giardini della Reggia di Venaria Reale, mentre nel 2011 e nel 2012 il fulcro della manifestazione è stata Piazza San Carlo.
Per l'edizione 2006 sono stati calcolati oltre 190.000 spettatori complessivi nell'arco delle quattro serate del festival, record superato l'anno successivo con 200.000 spettatori.
Il festival si proponeva come qualcosa di più di una serie di concerti, arrivando a comprendere anche mostre artistiche, presentazioni di libri, proiezioni cinematografiche e conferenze.

## Dettagli delle edizioni

### 2004
Artisti che si esibirono nell'edizione: 
Iggy and the Stooges, Vinicio Capossela, Shane MacGowan, Subsonica, Felix da Housecat, Africa Unite, Linea 77, Mau Mau, Roy Paci, Zu, Karate, Xplosiva, !!!, Larsen, Gianmaria Testa, Motel Connection, Persiana Jones, Fratelli di Soledad, Rollers Inc., Orchestra Baobab
Per inaugurare la prima edizione del festival, durata dal 14 al 17 luglio, fu realizzata una serata in cui parteciparono tutti i gruppi di Torino, spesso suonando con formazioni miste che comprendessero elementi di diverse band. Tuttavia, tra queste band, non figuravano gli Statuto, storica band ska torinese. Non sono mai stati resi ufficiali i motivi di questa clamorosa esclusione, ed alcuni parlano di un litigio con Max Casacci, uno degli organizzatori, mentre altri invece parlano di eccessive richieste economiche da parte degli Statuto. Indipendentemente da come siano andate le cose, a partire da quell'anno, gli Statuto proclamarono una sorta di auto-esilio e scelsero di non esibirsi più nella città di Torino.

### 2005
L'edizione 2005 si svolse tra il 13 e il 16 luglio, e gli artisti che si sono esibiti sono stati:
Aphex Twin, Chris Cunningham, New Order, CCC CNC NCN, Throbbing Gristle, Pan Sonic, Asia Argento, Carmen Consoli, Bright Eyes, Eiffel 65, 3quietmen, The Faint, Roger Rama, CocoRosie, Feel Good Productions, Perturbazione, Emilíana Torrini, Miss Dinky, Boosta e Ninja, 808 State, Jaga Jazzist

### 2006

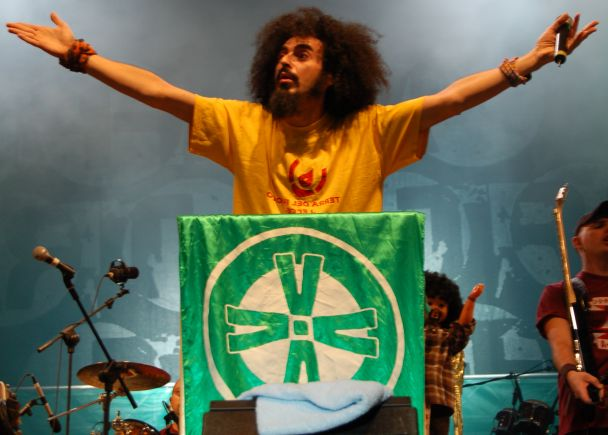
Caparezza al Traffic Festival 2006

- 12 luglio: Effetto Glamour, Baustelle, Richard Hawley, Indie/geni, Amari, Fare Soldi, Giardini di Mirò, Julie's Haircut, Milena Lovesick, Northpole, Scuola Furano, Tuma, Zen Circus, Yuppie Flu
- 13 luglio: Gogol Bordello, Caparezza, La Phaze, Manu Chao
- 14 luglio: Sons & Daughters, Franz Ferdinand
- 15 luglio: Joan as Policewoman, The Strokes

Essendosi svolto a pochi giorni dalla vittoria dei mondiali di calcio, molti gruppi furono simpaticamente bersagliati dal coro derivato dal riff di Seven Nation Army e diventato l'inno non ufficiale della vittoria italiana. In particolare ne furono "vittima" i La Phaze, non appena salutarono il pubblico con un marcato accento francese. Manu Chao, non appena si presentò sul palco molto sportivamente salutò i nuovi campioni del mondo; il pubblico reagì con un'ovazione e poi intonando nuovamente il coro. Il chitarrista dei The Strokes, dopo una breve pausa nella loro esibizione, rientrò sul palco suonando il riff del brano dei White Stripes, scatenando nuovamente la gioia del pubblico. In realtà il chitarrista aveva già provato ad intonare tale riff diverse volte durante l'esibizione, ma non riuscì mai a trovare le note giuste (ed era molto probabile che non sapesse nemmeno perché il pubblico lo intonasse continuamente). Probabilmente durante la loro pausa, gli venne spiegato il motivo di questo coro, e approfittò di quei minuti per imparare ad eseguire il riff nel modo esatto.
Durante l'esibizione di Manu Chao fece la sua comparsa sul palco Roy Paci per un duetto.
Durante una sezione strumentale dei Franz Ferdinand, il pubblicò iniziò scherzosamente ad intonare Bella Ciao e il gruppo, molto divertito, continuò a suonare quella sezione in modo da permettere al pubblico di terminare il coro.

### 2007

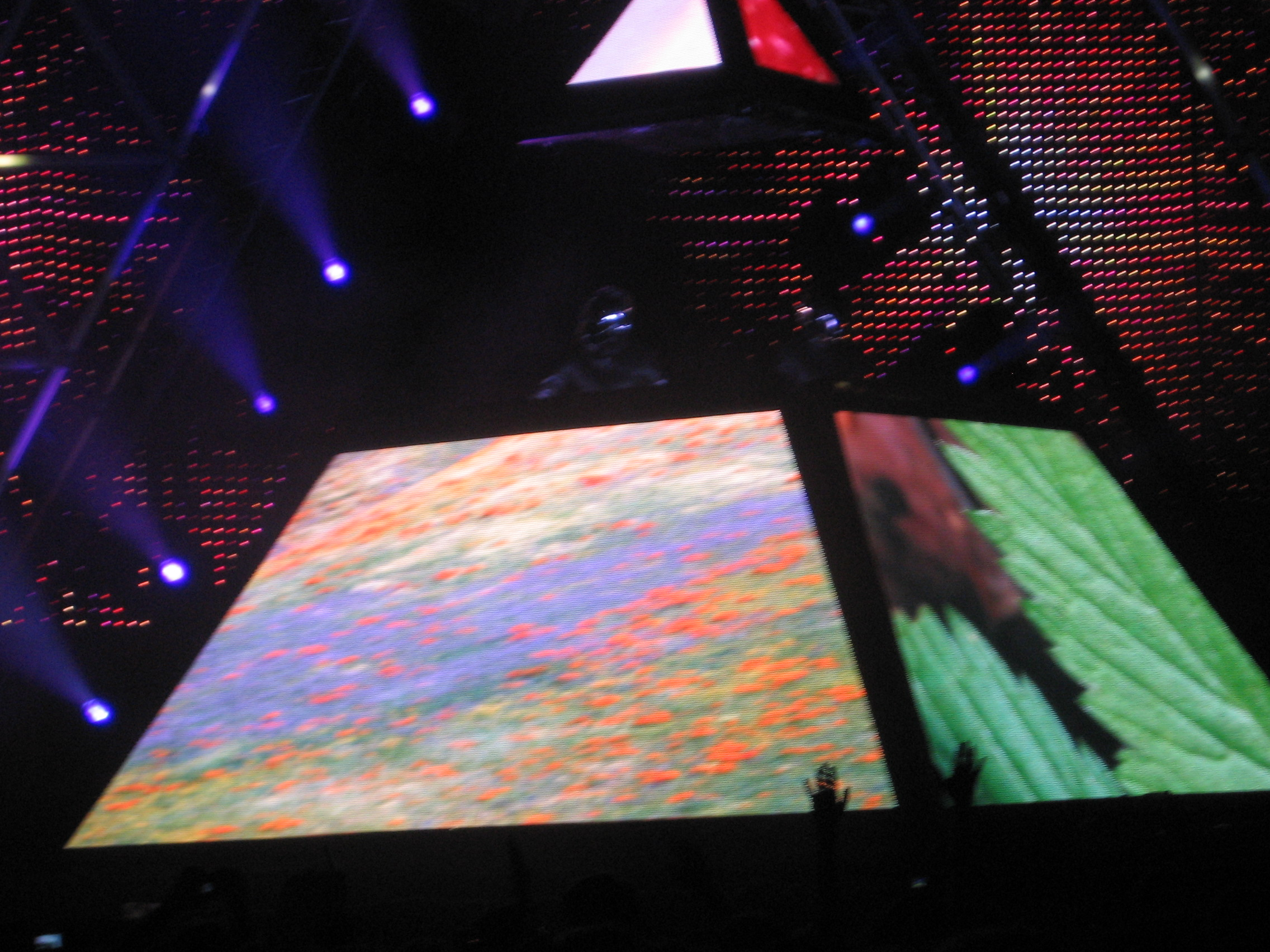
La piramide dei Daft Punk sul palco del Traffic 2007

- 11 luglio: Lou Reed, che suonò interamente il disco Berlin, accompagnato da una sezione d'archi e un coro di bambini.
- 12 luglio: Who Made Who, LCD Soundsystem, Daft Punk
- 13 luglio: Art Brut, The Coral, Arctic Monkeys
- 14 luglio: Ivan Segreto, Antony and the Johnsons, Franco Battiato, Subsonica.

Per l'esibizione di Lou Reed la metà più avanzata del parterre venne transennata e vi furono collocate delle poltrone, il cui accesso fu permesso solo poche ore prima dell'inizio dello spettacolo, ed interrotto quando fu raggiunto il limite di posti disponibile. Le prime file invece erano riservate a chi possedeva dei biglietti speciali distribuiti gratuitamente nei giorni precedenti il concerto. Questa scelta indispettì molto il numerosissimo pubblico accorso, dato che la scelta delle poltrone limitava drasticamente la capienza del parco, finché mezz'ora prima dall'inizio dello show, il pubblico invase letteralmente il parterre da ogni direzione, al punto che anche la security fu spiazzata da questo comportamento. Tuttavia l'invasione fu pacifica e non furono registrati incidenti.
L'enorme palco dei Daft Punk (una piramide luminosa alta diversi metri) fu montato in meno di mezz'ora poco dopo l'esibizione degli LCD Soundsystem.
Antony and the Johnsons, durante la loro esibizione, hanno proposto la cover, completamente riarrangiata nel loro stile, di Crazy in Love di Beyoncé.
I partecipanti all'ultima serata del festival sono stati completamente decisi da Franco Battiato, a cui è stata letteralmente data carta bianca nell'organizzazione e nella scelta degli artisti di quella sera. Al termine della sua esibizione sono saliti sul palco i Subsonica che hanno eseguito la cover di Foetus, Disco Labirinto ed infine hanno duettato con Battiato in Patriots To Arms e 'Preso Blu.

### 2008

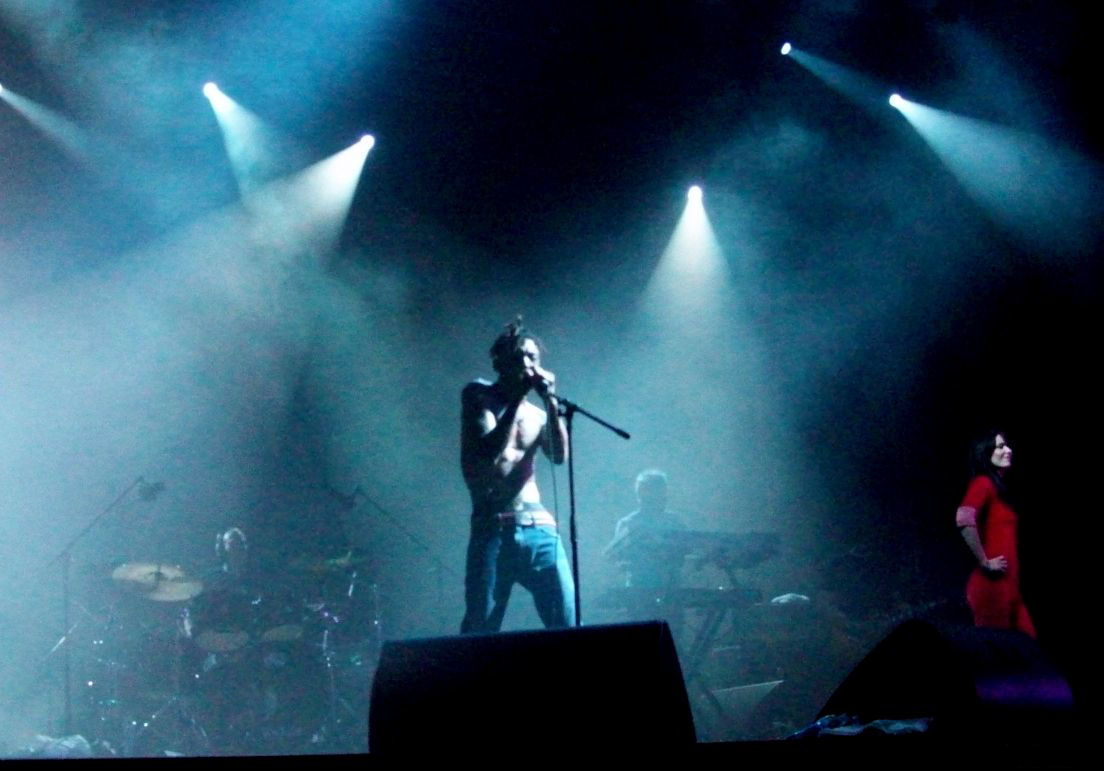
Tricky sul palco dell'edizione 2008

L'edizione 2008, si è svolta dal 7 al 12 luglio, e ha avuto come tema portante il punk. L'organizzazione della serata conclusiva è stata affidata a Manuel Agnelli a cui è stata data carta bianca, come è accaduto con Franco Battiato l'anno precedente.
- 7 luglio: LNRipley, Justice, presso l'Arena Civica di Milano
- 8 luglio: Robertina, Baustelle, in Piazza Cisterna a Biella
- 9 luglio: Massimo Volume, Fabio Novembre, Marco Passarani
- 10 luglio: Tricky, Soulwax/2 Many DJ's, Battles, Fujiya & Miyagi
- 11 luglio: Plastination, Punkreas, Wire, Sex Pistols
- 12 luglio: Christian Coccia, Massimo Volume, Afterhours, Patti Smith

L'edizione 2008 è stata accompagnata da numerose polemiche prima ancora del suo svolgimento. Per alcuni mesi ha circolato la voce per cui l'ingresso ai concerti sarebbe stato a pagamento a causa della riduzione di fondi pubblici comunali, ma anche questa edizione è stata completamente gratuita.
Sono sorte molte polemiche (visibili tra i commenti nel sito della manifestazione) a causa del decentramento del festival, in particolare per il concerto dei Justice ed LNRipley.
Quella del 2008 è stata anche l'edizione maggiormente colpita dal maltempo: l'11 e 12 luglio, infatti, due violentissimi acquazzoni si sono abbattuti sul parco, ma tuttavia le esibizioni dei gruppi previsti si sono svolti senza particolari problemi.
Sul loro sito ufficiale, i Sex Pistols hanno ringraziato il pubblico del Traffic, uno dei migliori incontrati nella loro carriera.

### 2009
L'edizione 2009 si è svolta dall'8 all'11 luglio. È stata l'edizione che ha sancito l'abbandono del parco della Pellerina in favore dei giardini della Reggia di Venaria, dove si sono svolti i principali concerti del festival.
Il programma del "Main stage" ha visto esibirsi:
- 8 luglio: Claudio Simonetti, Daemonia
- 9 luglio: Nick Cave and the Bad Seeds, St. Vincent
- 10 luglio: Primal Scream, Ladytron
- 11 luglio: Underworld, Santigold, Crookers, Bloody Beetroots

L'esibizione dei Daemonia non fu un vero e proprio concerto: si trattò, infatti, della sonorizzazione dal vivo del film Profondo rosso, che nel frattempo veniva proiettato alle spalle della band. Il concerto si svolse in Piazza C.L.N., ovvero la stessa piazza in cui furono girate alcune delle scene principali di Profondo rosso. La serata è stata presentata da Dario Argento in persona.

### 2010 - from BEAT to BIT
L'edizione 2010 si è svolta dal 14 al 17 luglio. L'evento d'apertura si è svolto in Piazza Castello a Torino, mentre i concerti principali si sono svolti alla Reggia di Venaria Reale. I temi musicali sviluppati in questa edizione sono stati lo ska, l'indie britannico, la dance canadese, l'afrobeat e l'hip hop newyorkese.
Il programma ha avuto i seguenti ospiti:
- 14 luglio: Charlotte Gainsbourg
- 15 luglio: Statuto, Paul Weller, The Specials
- 16 luglio: Klaxons, Tiga, Erol Alkan, Giorgio Gigli
- 17 luglio: Seun Kuti & Fela's Egypt 80, Afrika Bambaataa, Next One, Daniele Baldelli, Fabrizio Fattori, DJ Ebreo

Anche questa edizione fu accompagnata da numerose polemiche. Infatti, ad una settimana dall'inizio del festival, venne annunciato che i concerti si sarebbero svolti in Piazza Castello anziché a Venaria. Il sindaco di Venaria, infatti, aveva inizialmente autorizzato la presenza di venditori ambulanti all'interno dell'area dei concerti, ma la direzione del festival si oppose a questa decisione. Tuttavia, il 9 luglio, fu trovato un accordo (agli ambulanti non venne più permesso di entrare nell'area dei concerti) e il festival tornò a Venaria. L'unico concerto che fu effettivamente spostato fu quello di Charlotte Gainsbourg: inizialmente previsto in Piazza Carignano, si svolse invece in Piazza Castello, dove nel frattempo era già stato allestito il palco; tuttavia tale spostamento non creò problemi, in quanto le due piazze sono adiacenti.

### 2011
In occasione del 150º anniversario dell'unità d'Italia, (ma anche a causa del budget limitato, a causa dei tagli di finanziamenti alla cultura) l'edizione 2011 del Traffic è stata caratterizzata da una scelta di artisti esclusivamente italiani. L'evento si è nuovamente spostato: dopo due anni nei pressi della Reggia di Venaria, il palco principale del festival ha traslocato nella centralissima Piazza San Carlo, luogo dalla capienza minore rispetto alle precedenti location, ma anche più facilmente raggiungibile tramite mezzi pubblici.
Gli eventi principali sul main stage puntavano a far esibire alcuni nomi storici della musica italiana con gruppi relativamente più giovani, che nelle varie serate hanno poi dato vita a dei duetti. Fatta eccezione per il 7 luglio, durante le altre serate il gruppo o artista "principale" si è sempre esibito per secondo, lasciando la chiusura del concerto ad uno dei gruppo "minori".
L'edizione è stata funestata dalla pioggia, che se in alcune serate è stata breve e leggera, ha portato però all'annullamento della serata del 9 luglio.
I nomi degli artisti sono indicati secondo l'ordine di esibizione, dal primo all'ultimo.
- 7 luglio: Le Luci della Centrale Elettrica, Cristina Donà, Francesco De Gregori

Francesco De Gregori e Cristinà Donà hanno duettato su L'uomo dei sogni, Alice e La donna Cannone, mentre tutti gli artisti hanno cantato assieme L'uccisione di Babbo Natale e Viva l'Italia.
- 8 luglio: Tre Allegri Ragazzi Morti, Edoardo Bennato, Il Teatro degli Orrori

Duetto: durante l'esibizione di Bennato, i Tre Allegri Ragazzi Morti sono saliti sul palco per cantare Rinnegato.
Il Teatro Degli Orrori ha, invece, proposto una cover completamente riarrangiata di Allora, avete capito o no?, sempre di Bennato.
- 9 luglio: Stearica, PFM, Verdena

A pochi minuti dall'arrivo sul palco della PFM, Torino è stata investita da un violentissimo temporale. La band ha comunque tentato di esibirsi, nonostante gran parte del pubblico si fosse rifugiato sotto i portici della piazza, lasciando poche decine di persone davanti al palco. Tuttavia, la PFM ha interrotto la propria esibizione al terzo brano, in quanto il forte vento aveva portato sul palco molta acqua, rendendo impossibile la prosecuzione del concerto. Dopo qualche decina di minuti di attesa, la serata venne ufficialmente annullata: anche se avesse smesso di piovere, la grande quantità d'acqua caduta sul palco e sulle attrezzature elettriche rendeva impossibile il loro utilizzo, soprattutto per motivi di sicurezza.
Neppure i Verdena, quindi, che avrebbero dovuto salire sul palco dopo la PFM, hanno potuto esibirsi.
- 10 luglio: Arti e Mestieri, Claudio Rocchi, Eugenio Finardi, Area

Duetto: Eugenio Finardi ha raggiunto gli Area per l'esecuzione del brano Gioia e rivoluzione. Inizialmente il gruppo avrebbe dovuto far cantare il brano a Manuel Agnelli (che ne aveva già eseguito una cover insieme ai suoi Afterhours), ma nel pomeriggio venne annunciata la sua assenza a causa di improvvisi problemi famigliari.
Al di fuori di questo duetto, gli Area hanno eseguito i brani in versione totalmente strumentale (anche laddove fosse richiesta la presenza di un cantante) fatta eccezione per "La mela di Odessa" ed altri brevi interventi parlati, eseguiti dal chitarrista Paolo Tofani.

### 2012 - musica mutante
L'edizione 2012 si è svolta a Torino dal 7 al 9 giugno, in anticipo rispetto alle edizioni degli anni precedenti. Le location principali sono state nuovamente la centralissima piazza San Carlo, e il neonato Molodiciotto, in corso Moncalieri, nonché il locale Blahblah di via Po per le proiezioni cinematografiche.
Il tema di questa edizione, in occasione delle Olimpiadi 2012, è stato Londra: la maggioranza degli artisti, infatti, proveniva dalla capitale britannica, e i gruppi italiani presenti riprendevano comunque i suoni british: dall'elettropop dei Drink to Me all'indie rock dei Foxhound.
Anche le proiezioni cinematografiche al Blahblah erano incentrate su Londra, con film come Sid e Nancy, Breakfast on Pluto o This Is England.
Gli artisti che si sono esibiti sono stati:
- 7 giugno: Tim Exile, Iori's Eyes, Mohko (Molodiciotto)
- 8 giugno: Foxhound, The xx, James Blake (Piazza San Carlo), Baio dei Vampire Weekend (Molodiciotto)
- 9 giugno: Drink to Me, Mount Kimbie, Orbital (Piazza San Carlo), SRSLY DJ, Bedford Avenue (Molodiciotto)

La data dell'8 giugno ha contato circa 40 000 spettatori. Secondo gli organizzatori, il pubblico era diverso rispetto agli altri anni, concentrandosi in una fascia d'età dai 20 ai 30 anni.
Le date dell'8 e del 9 giugno sono state le uniche tappe italiane sia per The XX che per gli Orbital. Questi ultimi si erano esibiti esattamente nel 1997 proprio in piazza San Carlo, e da allora non erano più tornati a Torino.

### 2013
L'edizione 2013 cambia sede e si trasferisce nello spazio post-industriale delle ex Officine Grandi Riparazioni a Torino. Cambia anche il periodo, in quanto si svolge dal 28 al 31 agosto 2013.

### 2014
Per l'edizione del 2014 il festival torna nella sua location originale: Piazza San Carlo, e si svolge dal 24 al 27 luglio 2014.
A questa edizione partecipano:
- 24 luglio: WU MING 2 (al Borgo Medioevale).
- 25 luglio: Pet Shop Boys, Planningtorock, Niagara.
- 26 luglio: I cani, Max Pezzali, Bianco, Daniele Celona, Nadàr Solo.
- 27 luglio: Litfiba, Il Pan del diavolo, Fluxus.